# Koszyczek Bochdaleka
Koszyczek Bochdaleka (łac. cornucopia, niem. Bochdalesches Blumenkörbchen) – eponimiczne określenie części splotu naczyniówkowego (plexus choroideus) komory IV, wychodzącej przez zachyłek boczny komory i otwór boczny komory (otwór Luschki) na zewnątrz. Nazwa upamiętnia czeskiego anatoma Vincenta Bochdaleka.